# Erwin Knausmüller
Erwin Knausmüller (russisch Эрвин Эрвинович Кнаусмюллер; * 31. Januar 1912 in Linz, Österreich-Ungarn; † 4. Januar 2000 in Moskau, Russland) war ein österreichisch-sowjetischer Kommunist, Politoffizier, Journalist und Schauspieler.

## Leben
Knausmüller wurde an der Grazer Handelsakademie ausgebildet und war bis 1934 bei Kastner & Öhler in Graz im Außenhandel beschäftigt. Er promovierte zum Dr.-Ing. Ursprünglich war er Sozialdemokrat, bevor er Mitglied der Kommunistischen Partei Österreichs wurde. Im Jahr 1934 beteiligte er sich am Aufstand des republikanischen Schutzbundes. Er wurde als illegaler KPÖ-Jungfunktionäre im Polizeigefängnis Paulustor, dem ehemaligen Militärgefängnis, das später in die Polizeikaserne integriert wurde, inhaftiert. 1935 gelang ihm unter Vorspiegelung einer medizinisch notwendigen Operation die Flucht nach Prag. Von dort aus emigrierte er nach Moskau, wo er lange Zeit im Hotel Lux wohnte. Zusammen mit Ernst Fischer, Johann Koplenig und Friedl Fürnberg arbeitete er ab 1936 in der Rote Gewerkschafts-Internationale im zentralen Warenhaus TsUM, rechts gegenüber dem Gebäude des Bolschoi-Theaters, wo er auch als Techniker angestellt war. 1941 meldete er sich freiwillig zur Roten Armee. Während des Deutsch-Sowjetischen Krieges gehörte er der mot. Schützenbrigade zur besonderen Verwendung des NKWD an, später war er als Politinstruktor in der Antifa-Schule in Krasnogorsk eingesetzt. Zuvor war er bereits Politkommissar in Udmurtien (Lager 75 in Rjabovo) sowie Politkommissar für alle sowjetische Hauptverwaltung für Kriegsgefangene und Internierte (GUPVI)-Lager des Gebiets Swerdlowsk. Für seine Verdienste wurde er am 6. April 1985 mit dem Orden des Vaterländischen Krieges der II. Klasse und der Medaille „Für die Verteidigung Moskaus“ geehrt. Von 1942 bis 1947 war er Ober-Polit-Instruktor und ab 1947 Chefredakteur der Antifa-Zeitschrift „Mitteilungen“ für österreichische, später auch für deutschen Kriegsgefangene. Im Jahr 1951 wurde er als deutscher Sprecher im sowjetischen Radiokomitee eingestellt. Zwischen 1970 und 1982 arbeitete er in der Verwaltung für die Betreuung des Diplomatischen Korps in Moskau.
Im Jahr 1959 war Knausmüller erstmals auf der Kinoleinwand im Der erste Tag des Friedens von Jakow Segel zu sehen. Als Schauspieler verkörperte er in der Regel deutsche Offiziere oder ausländische Diplomaten. Es waren meist Episodenrollen in mehr als 50 TV- und Kinofilmen. Ab Ende der 1980er Jahre spielte er in nur wenigen Filmen, darunter 1993 eine Hauptrolle im Alexei Sernows Kurzfilm Walter i Amalia, der beim Filmfestival in Potsdam als Bester Studentenfilm ausgezeichnet wurde.
Knausmüller verstarb im Januar 2000 und wurde auf dem Wwedenskoje-Friedhof in Moskau begraben.

## Filmografie (Auswahl)
- 1959: Der erste Tag des Friedens (Perwy den mira)
- 1959: Der goldene Zug (Solotoi eschelon)
- 1966–1967: Krieg und Frieden (Woina i mir)
- 1967: Der Weg zum Saturn (Put w „Saturn“)
- 1967: Anna Karenina
- 1968: Der Irrtum des Gesandten (Oschibka residenta)
- 1969: Tschaikowski
- 1972: Bändigung des Feuers (Ukroschtschenije ognja)
- 1973: Es gibt kein Zurück (Woswrata net)
- 1977: Front hinter der Frontlinie (Front sa linijei fronta)
- 1984: Sieben Elementarkräfte (Sem stichi)
- 1985: Schlacht um Moskau (Bitwa sa Moskwu)